# IMI Desert Eagle
Desert Eagle (även sammansättningen Deagle i datorspel och talspråk) är en högkalibrig gasomladdad automatpistol för målskjutning och jakt, ursprungligen utvecklad av Magnum Research Inc. (MRI) i USA och senare raffinerad och tillverkad av Israel Military Industries (IMI) i Israel. Vapnet utvecklades som en halvautomatisk rival till slagkraftiga högkalibriga revolvrar, fast med förmågan att mata högkalibrig eldhandvapenammunition från löstagbara stavmagasin och med högre ammunitionskapacitet (7–9 skott) än de fasta cylindermagasin som revolvrar använder (5–6 skott). Utvecklingen började 1979 och de första vapnen producerades 1982 av IMI i Israel. Flera varianter (mark) har utvecklats, med mark XIX ("mark 19") framtagen 1995.
Vapnet tillverkas kamrad i flera olika kalibrar, såsom: .357 Magnum (9 × 33 mm R), .44 Magnum (10,9 × 33 mm R) och .50 Action Express (12,7 × 33 mm RB). Dessa grova patroner har gett den en närmast legendarisk status inom både vapen- och populärkultur, stundom beskriven som en "handkanon" (engelska: hand cannon), medan erfarna pistolskyttar ser på den ur ett mer jordnära perspektiv. Utöver olika kaliber tillverkas vapnet i diverse olika modeller och utformningar. Bland annat är det vanligt med olikfärgade delar och udda ytbehandlingar som vanligen inte ses på traditionella pistoler, såsom guldplätering och tigerränder.

## Användning

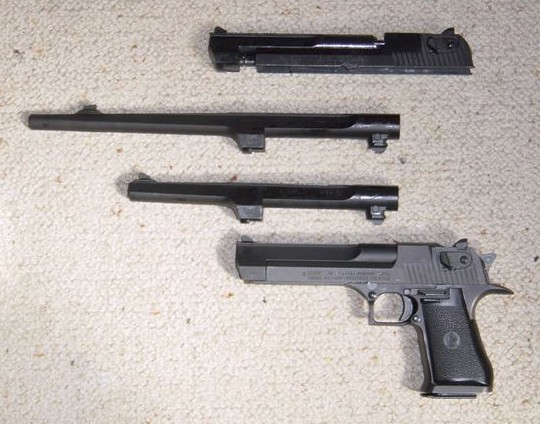
Olika pipor till Desert Eagle: 6, 10 och 14 tum.

Desert Eagle har inte många praktiska användningsområden men används inom sportskytte och jakt, t.ex. jakt på björn. Pistolen är stor och tung och används i princip inte alls för självförsvar, polisiärt eller militärt bruk. Den är ofta med i filmer eftersom den anses vara "cool".  Majoriteten av vapnets problem är kopplade direkt till dess kraftiga patronval. Pistolen är tung, har låg magasinkapacitet och är svårhanterad på grund av kraftig rekyl och rekylfjäder. De flesta vapen tillverkas utan gängad mynning och är därför inkapabla att montera mynningsbroms eller ljuddämpare. Vissa vapen tillverkas dock med inbyggd mynningsbroms, men ljuddämpare är dock sällsynt.
Då vapnet är konstruerat för gasomladdning med mycket kraftiga patroner kan vapnet få problem med ammunitionsmatningen vid omladdad ammunition (avfyrade hylsor som handladdats med ny kula och drivladdning), eftersom krutvikten och täppningen av hylsmynningen hos sådan ammunition enkelt kan bli för vek. Med ordentlig fabrikstillverkad magnumammunition är det dock ett mycket pålitligt vapen med hög prestanda och precision.
I Sverige ges licens för Desert Eagle endast för tävlingsgrenarna magnumfältskytte och metallsilhuett, oftast med den längre 10-tumspipan, jämfört med den annars vanligast förekommande 6-tumspipan.[källa behövs]

## Desert Eagle i popkulter
Desert Eagle har nått berömmelse bland annat från de många Hollywoodactionfilmer och datorspel den använts i. Magnum Research själva skryter med att pistolen har varit med i över 200 filmer, varav några värda att nämna är The Matrix (Smith), The Boondock Saints (maffiaryssen), Snatch (Bullet Tooth Tony) och Charlies änglar - Utan hämningar (Madison Lee). Bland datorspel där pistolen nått kändisskap kan nämnas Counter-Strike- och Call of Duty-serien.